# Торрес, Джина
Джи́на То́ррес (англ. Gina Torres; 25 апреля 1969, Манхэттен, Нью-Йорк) — американская актриса, наиболее известная по ролям Кас в фильмах «Матрица: Перезагрузка» и «Матрица: Революция», Зои в сериале «Светлячок» и его сиквеле «Миссия „Серенити“», Джессики Пирсон в сериале «Форс-мажоры», а также Небулы в сериале «Удивительные странствия Геракла» и Клеопатры в сериале «Зена — королева воинов».

## Ранние годы
Джина Торрес родилась в Flower Fifth Avenue Hospital в Манхэттене, штат Нью-Йорк. Она была самой младшей из трёх детей. Родители были выходцами с Кубы. Отец работал наборщиком в газете La Prensa, а затем — в New York Daily News, а мать была домохозяйкой. Её семья недолгое время жила в Вашингтон-Хайтс, а затем переехала в Бронкс. Она росла рядом со смешанным районом Гранд-Конкурс, преимущественно населённого латиноамериканцами, культуру которых она активно впитала в себя.
Джина с самого детства тянулась к сцене. Будучи твёрдо убеждённой, что её будущее — в шоу-бизнесе, она поступила в престижную Нью-Йоркскую школу музыки и искусств Fiorello H. LaGuardia High School, где специализировалась в области вокальной подготовки. В свободное время она пела в школьных постановках, а также в церковном хоре.

## Карьера
Окончив среднюю школу, Джина устроилась администратором в театр в Линкольн-центре. Эту работу она совмещала с началом актёрской карьеры, появившись в таких пьесах и мюзиклах как «Девушки мечты», «Самый приятный бордель в Техасе» и «Комната Марвина».
Параллельно с работой в театре Торрес начала появляться в кино и телевидении. Её дебют на телеэкране состоялся в 1992 году в эпизоде сериала «Закон и порядок», в котором она в другой роли снялась еще раз в 1995 году. Также она появлялась в таких сериалах, как «Полиция Нью-Йорка», «Одна жизнь, чтобы жить», «Профайлер», «Зена — королева воинов», «Её звали Никита». 
Дебют Торрес на большом экране состоялся в 1996 году в фильме «Постель из роз» с Мэри Стюарт Мастерсон и Кристианом Слейтером в главных ролях. Затем она снималась в роли второго плана в сериале «Удивительные странствия Геракла». В 2000 году Джина получила главную роль в телесериале «Клеопатра 2525», а в 2002 году снялась в роли Зои в сериале «Светлячок», которая принёс ей известность. 
В 2003 году Торрес сыграла роль Кас во втором фильме трилогии: «Матрица: Перезагрузка», а позже и в третьем — «Матрица: Революция». Также она появлялась в многочисленных ролях в популярных сериалах таких, как «C.S.I.: Место преступления», «24 часа», «Щит», «Переговорщики», «Юристы Бостона», «Кости», «Вспомни, что будет», «Сплетница», «Дневники вампира», «Форс-мажоры» и других. В 2021 году она получила одну из главных ролей в сериале «9-1-1: Одинокая звезда».

## Личная жизнь
22 сентября 2002 года Джина вышла замуж за актёра Лоренса Фишберна, с которым она познакомилась на съёмках фильма «Матрица: Перезагрузка». У пары есть дочь — Делайла Фишберн (род. в июне 2007). 20 сентября 2017 года, за два дня до их 15-й годовщины свадьбы, Торрес призналась, что рассталась с мужем ещё в начале осени 2016 года. Фишберн подал на развод 2 ноября 2017 года, спустя год после их расставания.

## Избранная фильмография
| Год       |    | Русское название                       | Оригинальное название                | Роль                    |
| --------- | -- | -------------------------------------- | ------------------------------------ | ----------------------- |
| 1992      | с  | Неестественные поиски                  | Unnatural Pursuits                   | Силкен                  |
| 1992—1995 | с  | Закон и порядок                        | Law & Order                          | Лора Элкин / Шарлин     |
| 1993      | с  | Улица Сезам                            | Sesame Street                        | медсестра скорой помощи |
| 1995      | с  | Полиция Нью-Йорка                      | NYPD Blue                            | доминиканская женщина   |
| 1995—1996 | с  | Одна жизнь, чтобы жить                 | One Life to Live                     | Магдалена / Нелл        |
| 1996      | тф | Тёмный ангел                           | Dark Angel                           | Ламейн                  |
| 1997      | с  | Профайлер                              | Profiler                             | Мишелль Брубейкер       |
| 1997      | с  | Зена — королева воинов                 | Xena: Warrior Princess               | Клеопатра               |
| 1997—1999 | с  | Удивительные странствия Геракла        | Hercules: The Legendary Journeys     | Небула / Бет Химсон     |
| 1998      | с  | Её звали Никита                        | La Femme Nikita                      | Дженна Воглер           |
| 2001—2002 | с  | Теперь в любой день                    | Any Day Now                          | Стейси Трентон          |
| 2001—2006 | с  | Шпионка                                | Alias                                | Анна Эспиноса           |
| 2002—2003 | с  | Светлячок                              | Firefly                              | Зои Уошберн             |
| 2003      | с  | Ангел                                  | Angel                                | Жасмин                  |
| 2003      | ф  | Матрица: Перезагрузка                  | The Matrix Reloaded                  | Кас                     |
| 2003      | с  | Защитник                               | The Guardian                         | Сейди Харпер            |
| 2003      | ф  | Матрица: Революция                     | The Matrix Revolutions               | Кас                     |
| 2004      | с  | C.S.I.: Место преступления             | CSI: Crime Scene Investigation       | начальник тюрьмы Хаттон |
| 2004      | с  | 24 часа                                | 24                                   | Джулия Милликен         |
| 2004—2006 | мс | Лига справедливости                    | Justice League                       | Виксен / Мари Маккейб   |
| 2005      | ки | —                                      | The Matrix Online                    | Ниоба                   |
| 2005      | ф  | Миссия «Серенити»                      | Serenity                             | Зои Уошберн             |
| 2006      | с  | Щит                                    | The Shield                           | Сейди Кавана            |
| 2006      | с  | Без следа                              | Without a Trace                      | Тайра Хьюз              |
| 2007      | ф  | Кажется, я люблю свою жену             | I Think I Love My Wife               | Брэнда Купер            |
| 2007—2009 | с  | Грязные мокрые деньги                  | Dirty Sexy Money                     | принцесса Ама           |
| 2008      | с  | Юристы Бостона                         | Boston Legal                         | Мэри Франклин           |
| 2008      | с  | Кости                                  | Bones                                | доктор Тони Эзралоу     |
| 2008      | с  | Мыслить как преступник                 | Criminal Minds                       | детектив Теа Салинас    |
| 2008—2009 | с  | Элай Стоун                             | Eli Stone                            | адвокат Миллер          |
| 2009      | с  | Мёртвые до востребования               | Pushing Daisies                      | Лайла Робинсон          |
| 2009      | с  | Отряд «Антитеррор»                     | The Unit                             | сержант Наташа Эндрюс   |
| 2009      | с  | До смерти красива                      | Drop Dead Diva                       | Дайана Холл             |
| 2009      | с  | Вспомни, что будет                     | FlashForward                         | Фелиша Уидек            |
| 2009      | с  | Сплетница                              | Gossip Girl                          | Габриэла Абрамс         |
| 2010      | с  | Дневники вампира                       | The Vampire Diaries                  | Бри                     |
| 2010      | мф | Лига Справедливости: Кризис двух миров | Justice League: Crisis on Two Earths | Суперженщина            |
| 2010      | мс | Гетто                                  | The Boondocks                        | Эбони Браун             |
| 2010      | с  | Пухлики                                | Huge                                 | доктор Дороти Рэнд      |
| 2011      | ки | —                                      | DC Universe Online                   | Чудо-женщина            |
| 2011—2013 | мс | Трансформеры: Прайм                    | Transformers: Prime                  | Эйрахнида               |
| 2011—2018 | с  | Форс-мажоры                            | Suits                                | Джессика Пирсон         |
| 2013      | с  | Касл                                   | Castle                               | Пенелопа Фостер         |
| 2013—2015 | с  | Ганнибал                               | Hannibal                             | Белла Кроуфорд          |
| 2014      | ки | —                                      | Destiny                              | Айкора Рей              |
| 2014      | ки | —                                      | Lichdom: Battlemage                  | двенадцатый дракон      |
| 2015      | с  | Месть                                  | Revenge                              | Натали Уотерс           |
| 2015      | с  | Конмэн                                 | Con Man                              | Грейс                   |
| 2015—2018 | мс | Звёздные войны: Повстанцы              | Star Wars Rebels                     | Кетсу Онио              |
| 2016—2020 | с  | Мир Дикого Запада                      | Westworld                            | Лорен                   |
| 2017      | с  | Улов                                   | The Catch                            | Джастин Диас            |
| 2017      | с  | Когти                                  | Claws                                | Салли Бейтс             |
| 2017      | ки | —                                      | Destiny 2                            | Айкора Рей              |
| 2017      | мс | Звёздные войны: Силы Судьбы            | Star Wars Forces of Destiny          | Кетсу Онио              |
| 2018      | мс | Крайний космос                         | Final Space                          | разные персонажи        |
| 2018      | ки | —                                      | Lego DC Super-Villains               | Суперженщина            |
| 2019      | ф  | Села и Пики                            | Selah and the Spades                 | Мейбл Саммерс           |
| 2019      | с  | Пирсон                                 | Pearson                              | Джессика Пирсон         |
| 2019      | мс | Рапунцель: Новая история               | Tangled: The Series                  | королева Ингварра       |
| 2019      | с  | Ривердейл                              | Riverdale                            | миссис Барбл            |
| 2019—2020 | мс | Елена — принцесса Авалора              | Elena of Avalor                      | Чатана                  |
| 2021—2025 | с  | 9-1-1: Одинокая звезда                 | 9-1-1: Lone Star                     | Томми Вега              |
| 2022      | мс | Легенда о Vox Machina                  | The Legend of Vox Machina            | хранитель Йеннен        |

## Награды и номинации
| Награда | Год  | Категория                                                                  | Название работы | Результат |
| ------- | ---- | -------------------------------------------------------------------------- | --------------- | --------- |
| ALMA    | 2001 | Выдающаяся актриса драматического сериала                                  | Клеопатра 2525  | Победа    |
| ALMA    | 2012 | Лучшая телевизионная актриса во второстепенной роли                        | Форс-мажоры     | Номинация |
| Спутник | 2004 | Лучшая женская роль второго плана мини-сериале, телесериале или телефильме | Ангел           | Номинация |
| Сатурн  | 2014 | Лучшая гостевая роль в телесериале                                         | Ганнибал        | Номинация |